# Darwin (Bordeaux)
Pour les articles homonymes, voir Darwin.
 (août 2022).
« Darwin », est le nom donné à l'ancienne caserne militaire Niel réhabilitée à La Bastide, à Bordeaux.
Le lieu est géré par le groupe Evolution, société par actions simplifiée créée en 2006, et spécialisée dans le secteur d'activité des fonds de placement et entités financières similaires. Philippe Barre en est le président, et Jean-Benoit Perello y est directeur général depuis 2017.

## Historique

### La zone d'aménagement concertée

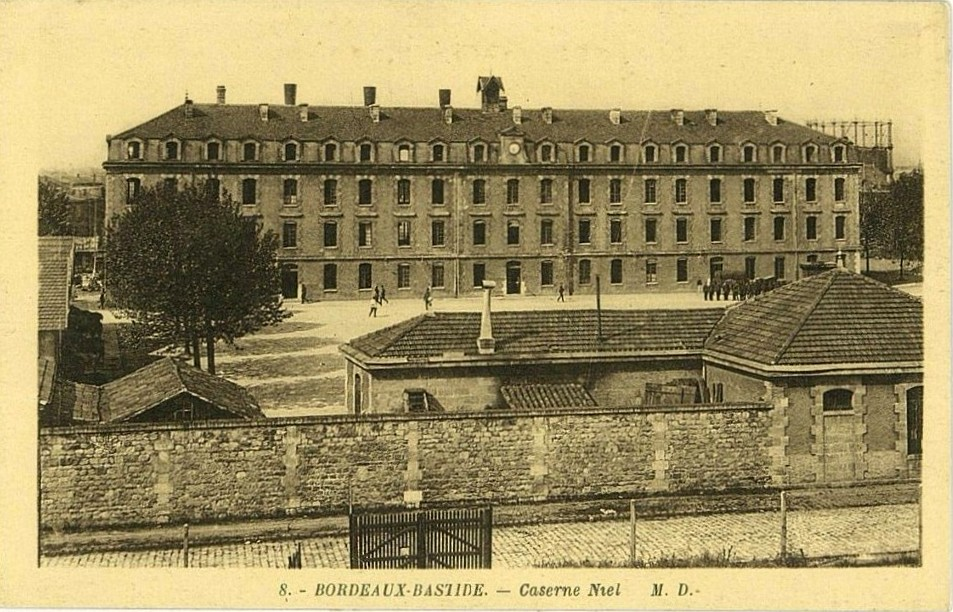
L'ancienne caserne Niel.

La réhabilitation de la caserne Niel, et l'installation de Darwin en son sein, prennent place dans une politique de reconversion plus générale de la rive droite de Bordeaux commencée dès 1996.
A cette époque, la ville de Bordeaux réfléchit au devenir du site Bastide-Niel, et considère l'éventualité d'y installer une ZAC. Les habitants se montrent cependant attachés au patrimoine que représente la caserne. En 2007, la Communauté Urbaine de Bordeaux, ou CUB, fait l'acquisition du site Bastide-Niel. Cependant, les bâtiments du site sont alors encore menacés de destruction, et la CUB obtient un permis de démolir.

### Le projet Darwin
Alain Juppé, alors maire de la ville, met donc en place deux ateliers réunissant des habitants du quartier, à la suite desquels la réhabilitation du quartier Bastide-Niel a été décidée, prenant tout de suite en compte le projet de Darwin. 
Celui-ci ne représente alors qu'un hectare sur les 34 du projet général de l'écoquartier de la ZAC Bastide-Niel, mais il est rapidement considéré comme un des éléments centraux du projet. Par ailleurs, lors de la candidature de Bordeaux au titre de Capitale Européenne de la Culture, Darwin est présenté comme l'un des représentants du pôle écocréatif, avec la Fabrique POLA. Les négociations entre la CUB et Phillipe Barre pour le rachat des bâtiments de la caserne Niel ont duré jusqu'en décembre 2008, date à laquelle les deux trouvent un accord. 
En mars 2009, Barre fait l’acquisition, en tant que groupe Evolution, des 10 000 m² de terrain que représentent les bâtiments nord des magasins généraux pour 1,3 million d'euros. Cependant, ce prix est considéré par certains membres de la mairie comme inférieur à la valeur du terrain. Vincent Feltesse et Alain Juppé ont alors justifié leur choix en disant vouloir aider et encourager ce projet à se développer.

### L'installation
Les travaux de Darwin ont commencé en 2011. Barre signe également une « convention d’occupation temporaire » pour 10 000 m² de hangars où sont installés le skate-park et la ferme urbaine. Enfin, 5 000 m² sont squattés, et il y installe un BMX-park, un terrain de bike-polo et de roller-derby. En tout, un budget de 13 millions d'euros, composé de 24 % de fonds propres, 70 % d'emprunts et de 6 % de subventions, a été utilisé pour la réhabilitation et l'achat du terrain.

### Conflit avec la société d'aménagement
Cependant, le groupe Evolution et la SAS d’aménagement Bastide-Niel sont aujourd'hui[Quand ?] en conflit concernant l'occupation des hangars pour lesquels Barre avait obtenu une "convention d'occupation temporaire" et qui abritent aujourd'hui le skate park et des associations. En effet, ces bâtiments, représentant une surface de 2 000 m², devraient être utilisés pour l'aménagement du site de la Bastide Niel, et leur occupation aurait dû s'achever en 2015 pour le skate-park et en 2016 pour les locaux hébergeant les associations. 
En septembre 2020, Barre demande le soutien de la nouvelle municipalité écologiste de Bordeaux. En effet, cette dernière avait notamment promis de mettre en pause ce programme de travaux, mais aucune action n'a été mise en place. Barre estime que les promesses de la municipalité, représentée par le maire écologiste Pierre Hurmic, n'ont pas été tenues, et réclame que des actions soient mises en place.

## Galerie

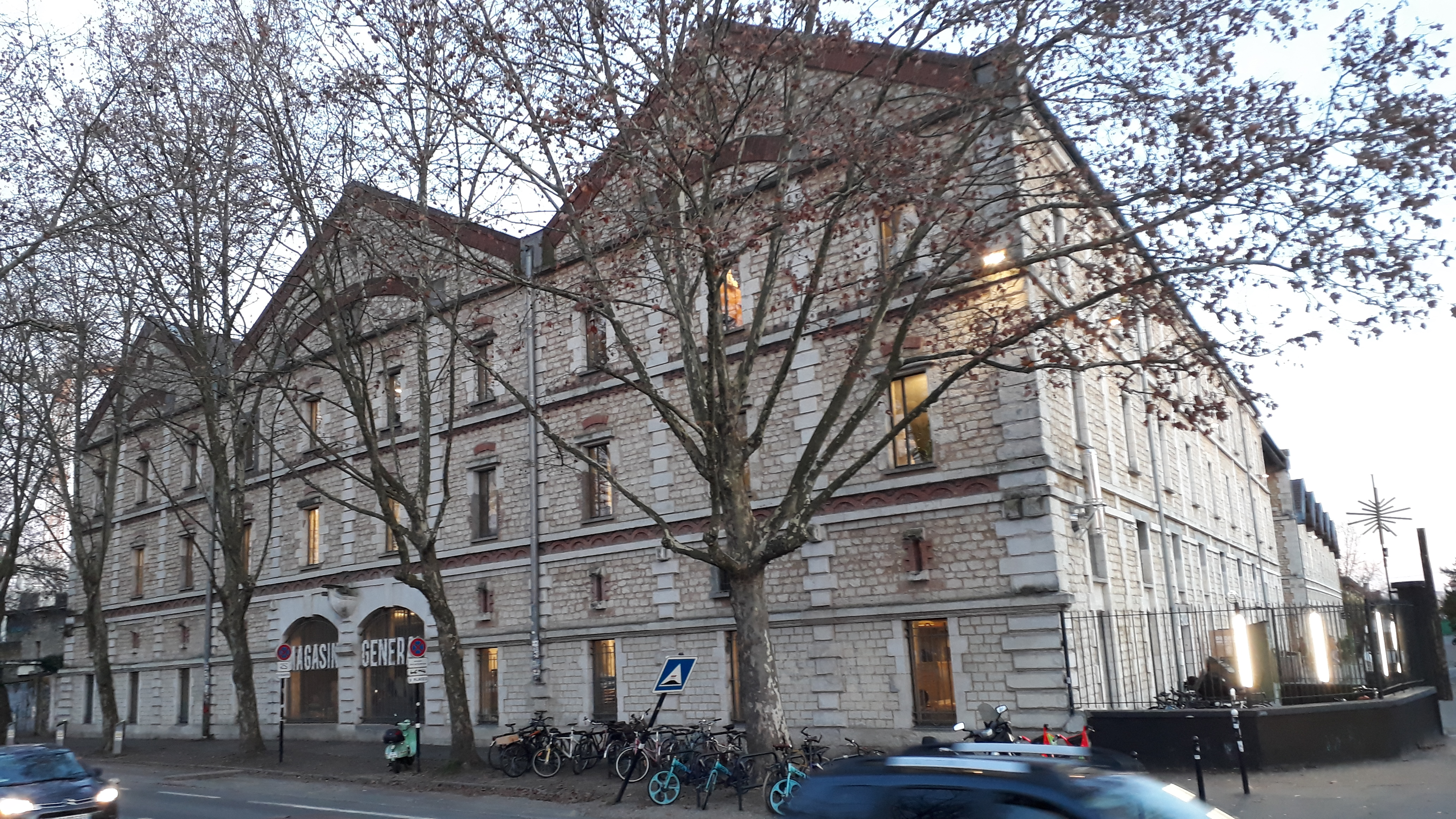
Façades du Magasin général donnant sur le quai des Queyries.
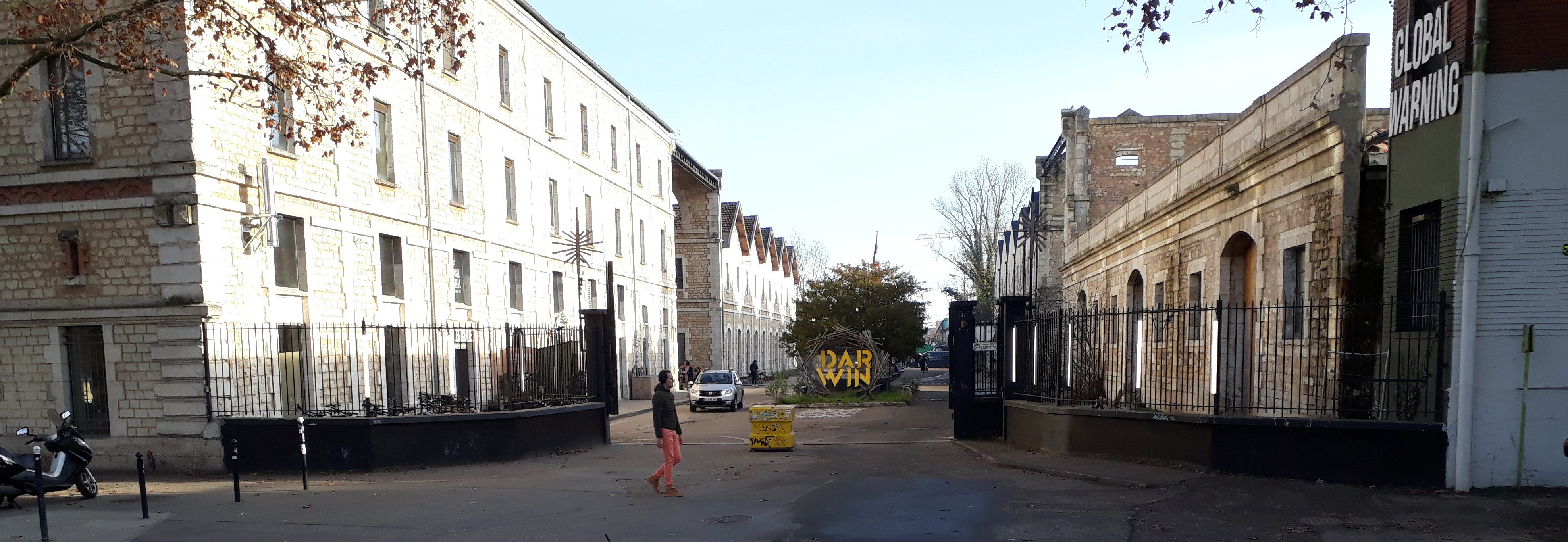
Entrée du site.
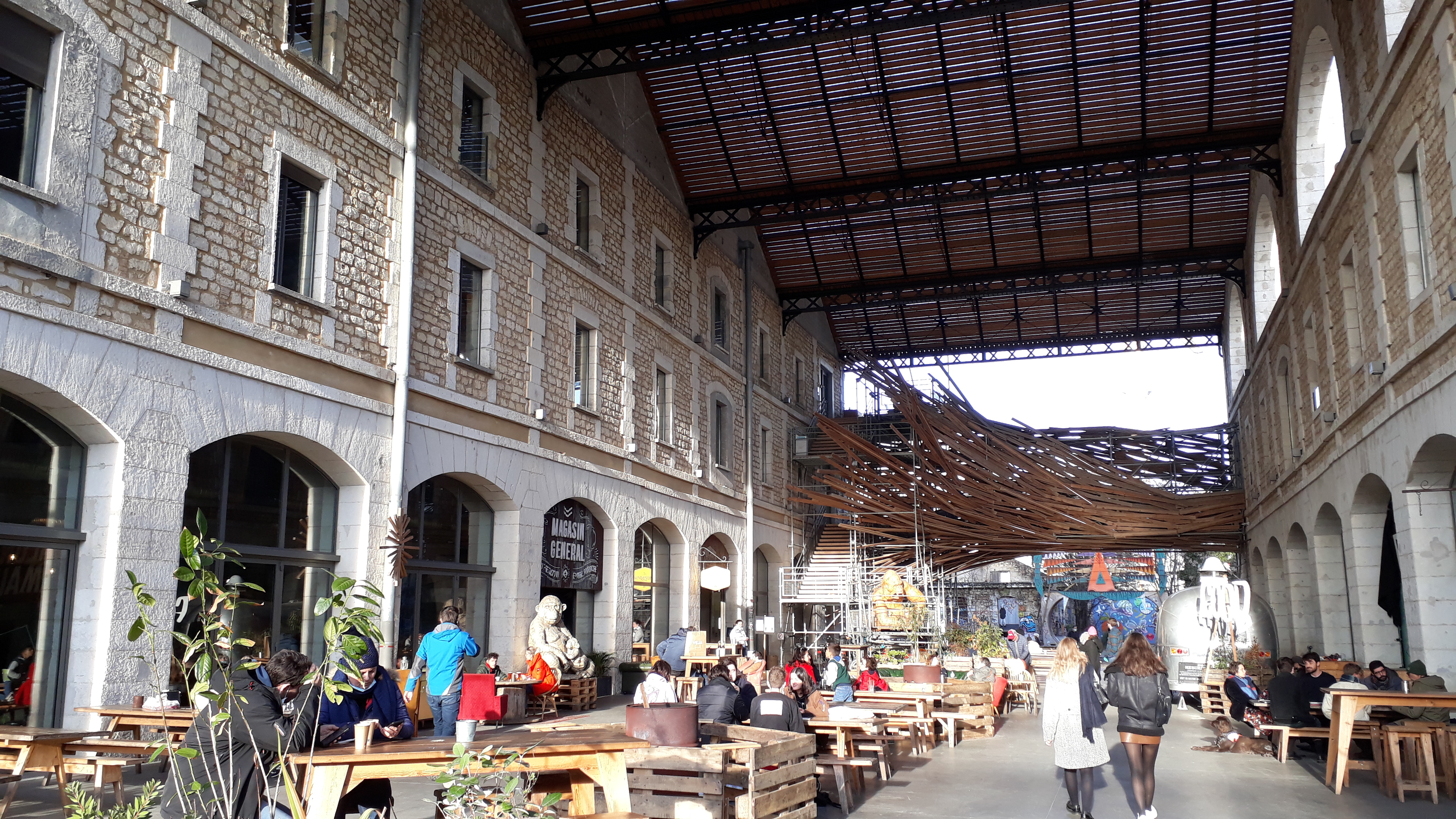
Terrasse du Magasin général.
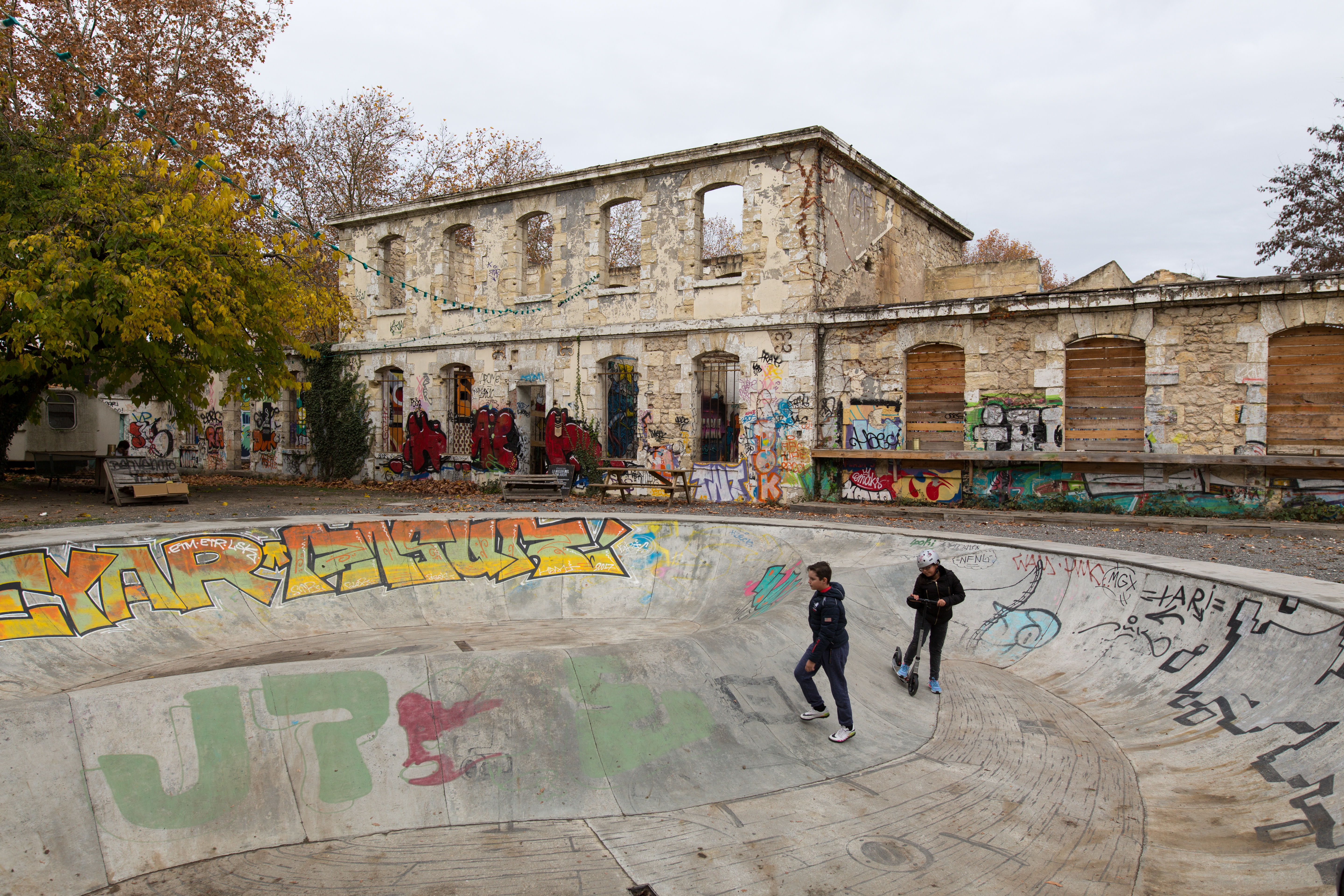
Piste de patinage.
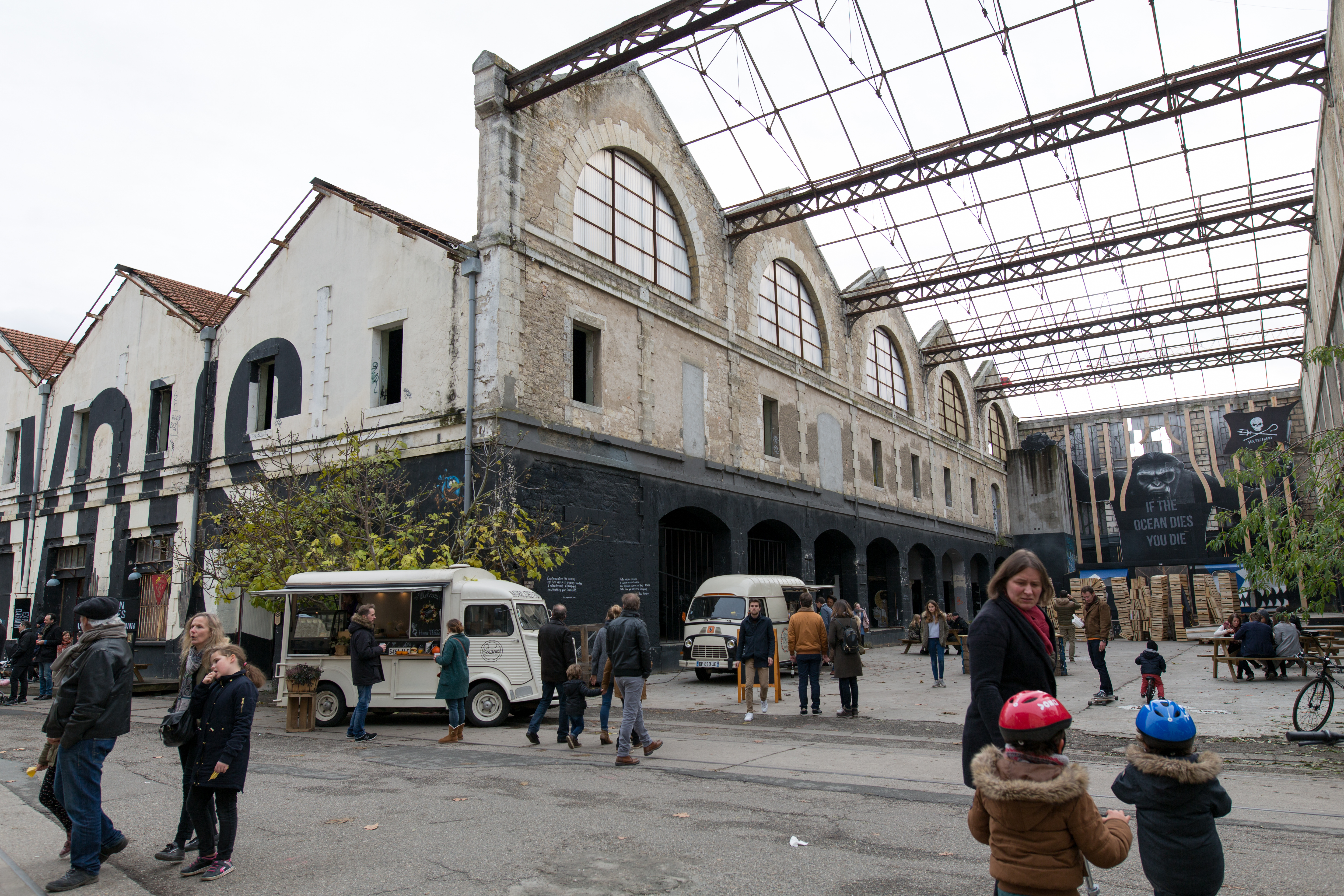
Anciens bâtiments.
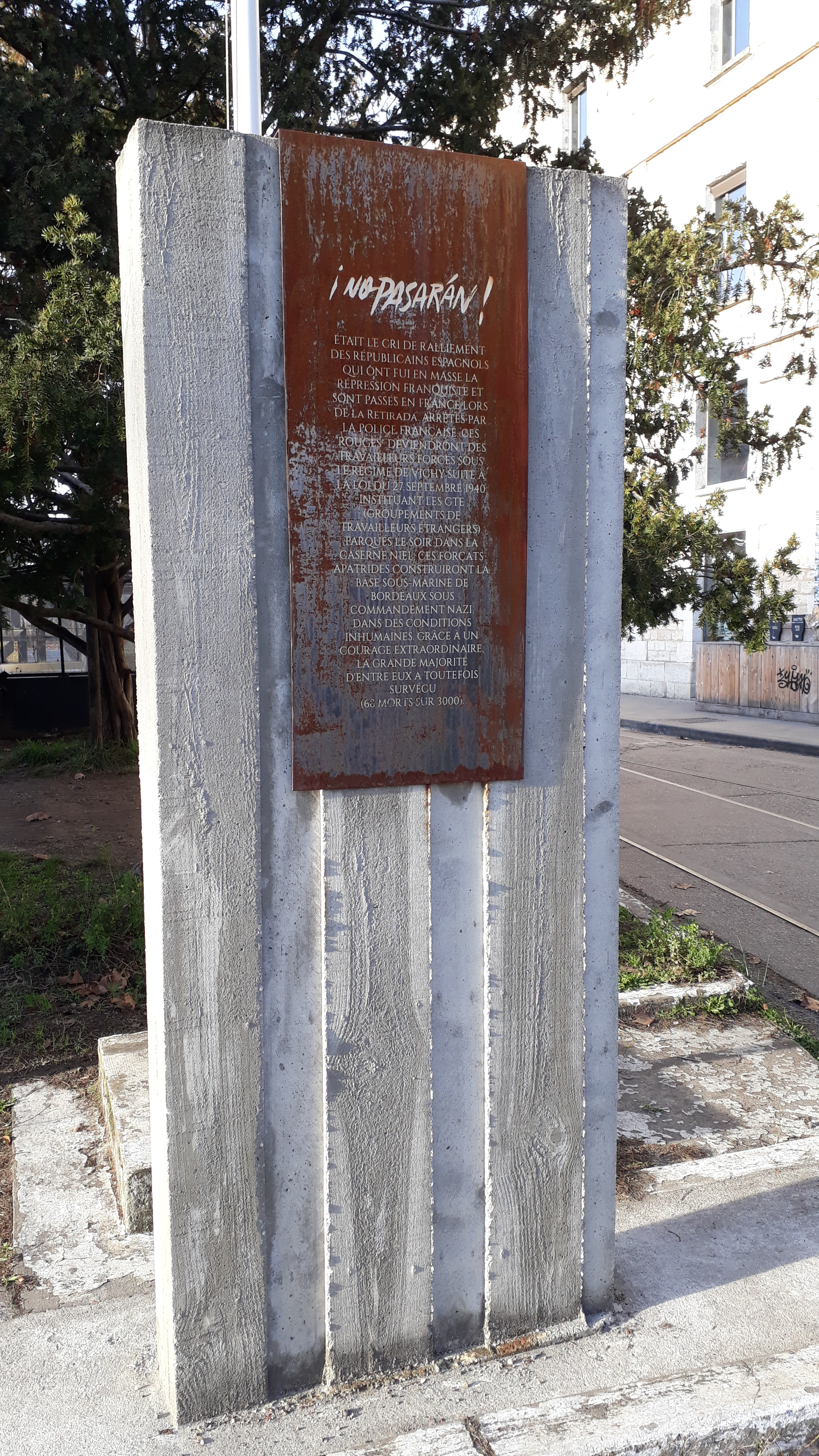
Monument aux Républicains espagnols, dans l'allée centrale.
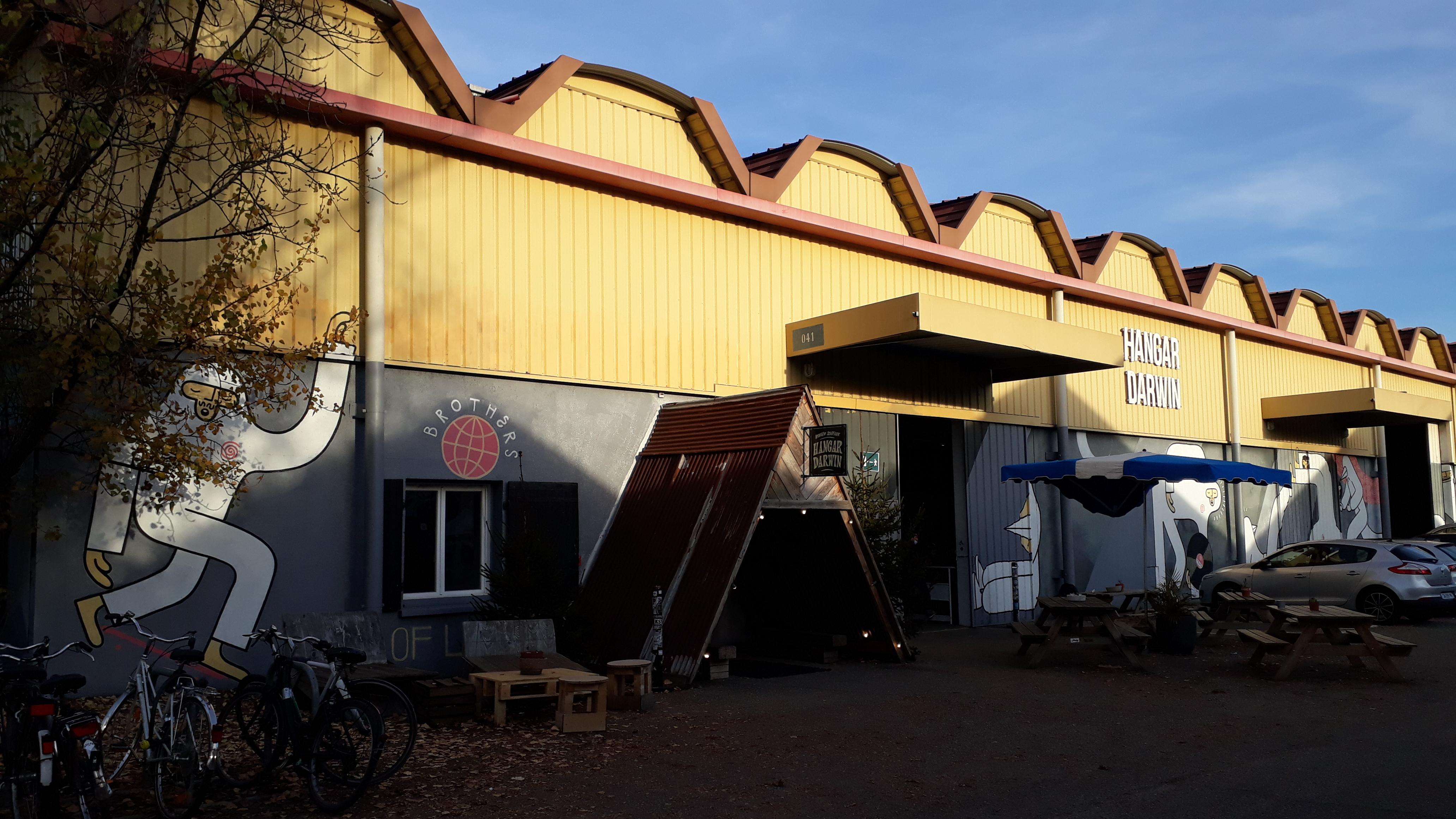
Le skate park situé dans le hangar Darwin.

## Dates clés
Les principales étapes d'évolution du site sont[source insuffisante] :
- 2007 : préfiguration de Darwin à la Caserne Niel ;
- 2010 : naissance d'un skate park ;
- 2012 : installation de co-working ;
- 2014 : ouverture du Magasin Général ;
- 2015 : lancement de Climax ;
- 2016 : ouverture du lycée expérimental Edgar Morin.
- 2025 : Le festival littéraire Escale du livre (qui se tient en avril) s'installe à Darwin.

## Services

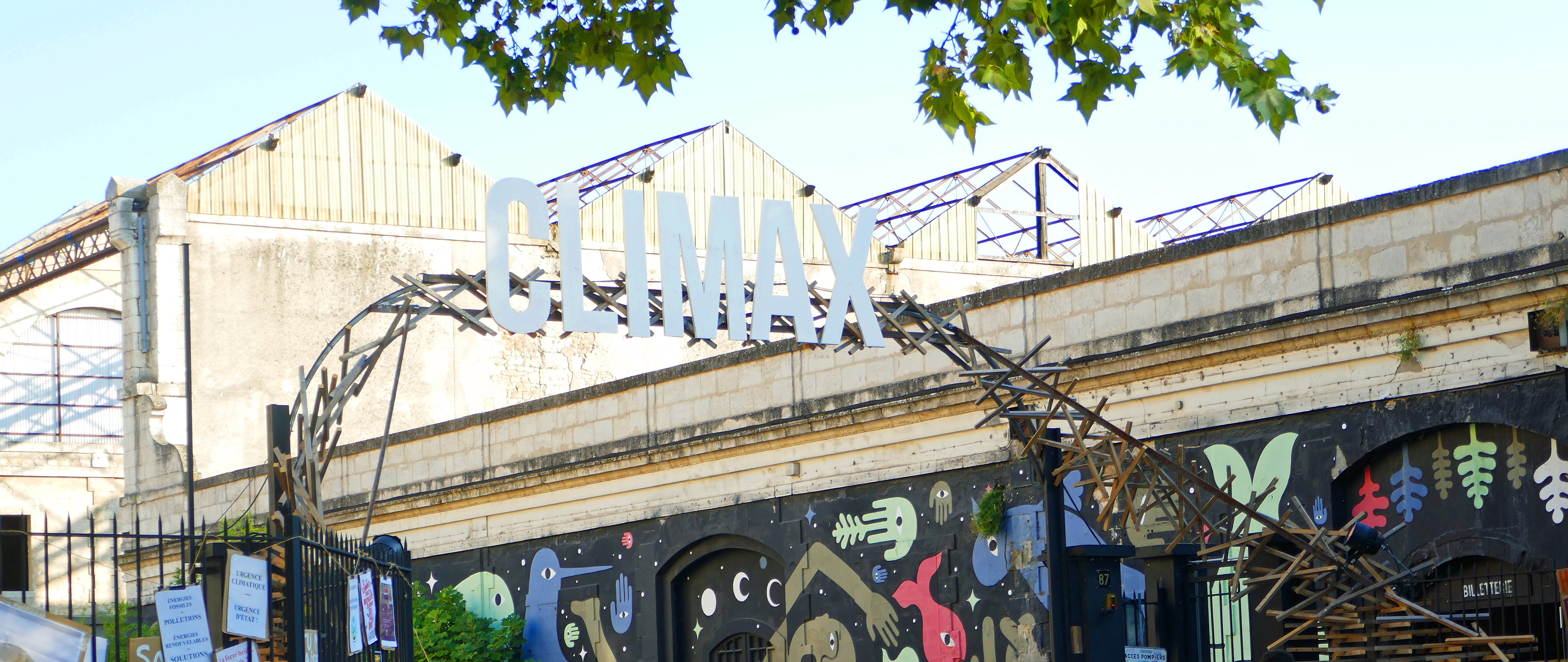
Climax 2018.

Darwin propose une espace de coworking. Des ateliers sont mis à disposition des professionnels, offrant la possibilité d’utiliser des imprimantes 3D, fraiseuses numériques et découpeuses laser par exemple, mais aussi un studio photo, son et vidéo.  
On y trouve une boutique Emmaüs, mais aussi une librairie générale qui met en avant les livres liés à l'écologie et au développement durable.
Le lycée alternatif Edgar Morin, inauguré en 2016, est également implanté dans les locaux de Darwin. Sans salle de classe attribuée, les élèves ont cours dans les différents espaces de la Caserne, au milieu des entrepreneurs au travail, le but étant de créer de nouvelles façons d’apprendre. Il accueille trois classes, une par niveau, de trente élèves chacune. Le lycée accueillant les élèves au profil classique, certains en difficulté dans les établissements scolaires traditionnels, mais aussi quelques autistes sans déficience intellectuelle par exemple.

## Arts
L’atelier galerie installé à Darwin est un espace d’exposition,.  Le festival CLIMAX par exemple, programmé tous les ans depuis 2015, est un des évènements à Darwin, proposant trois jours de conférences, d’art et de concerts, au cours du mois de septembre.  

Le street art à Darwin
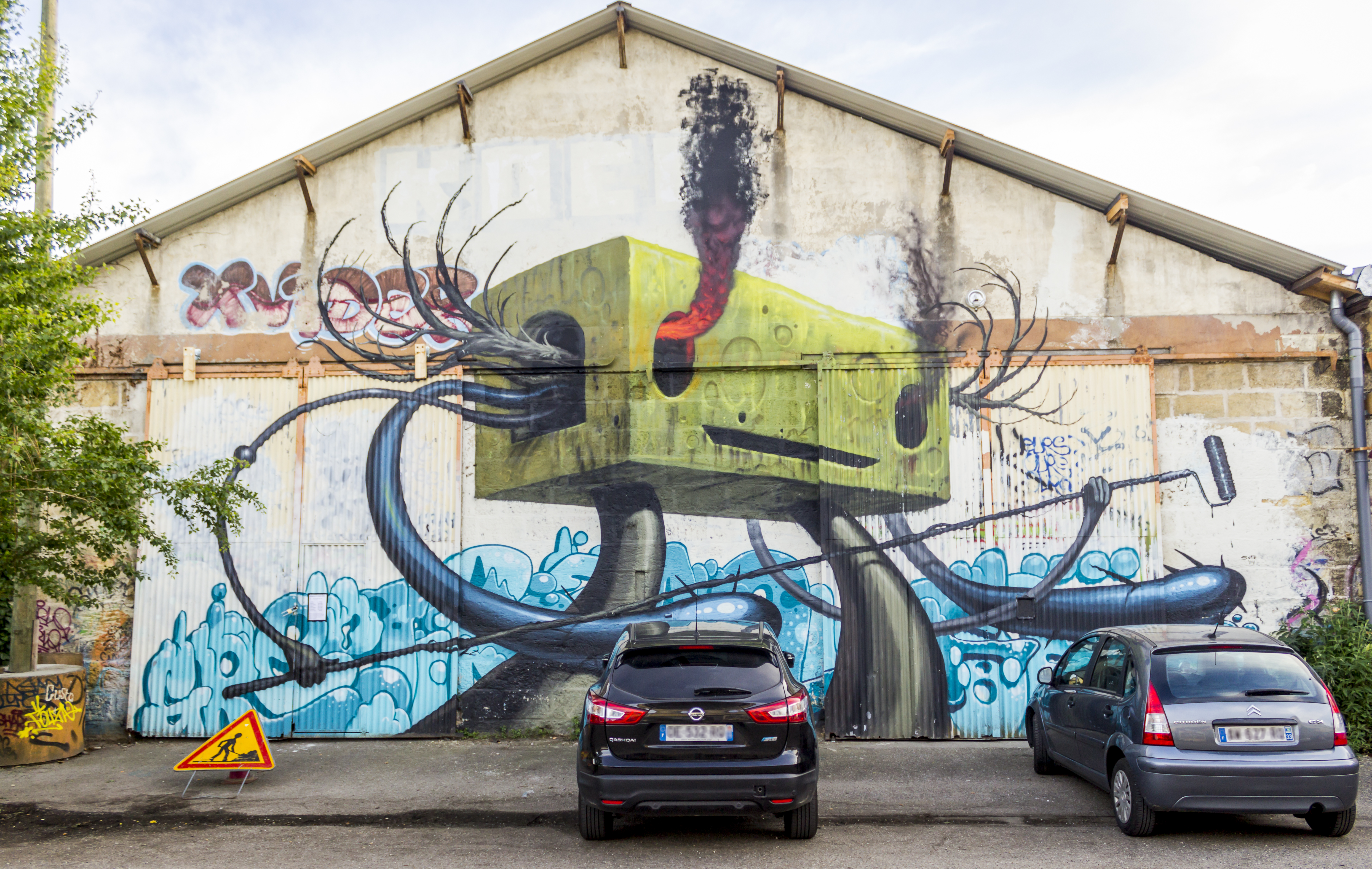
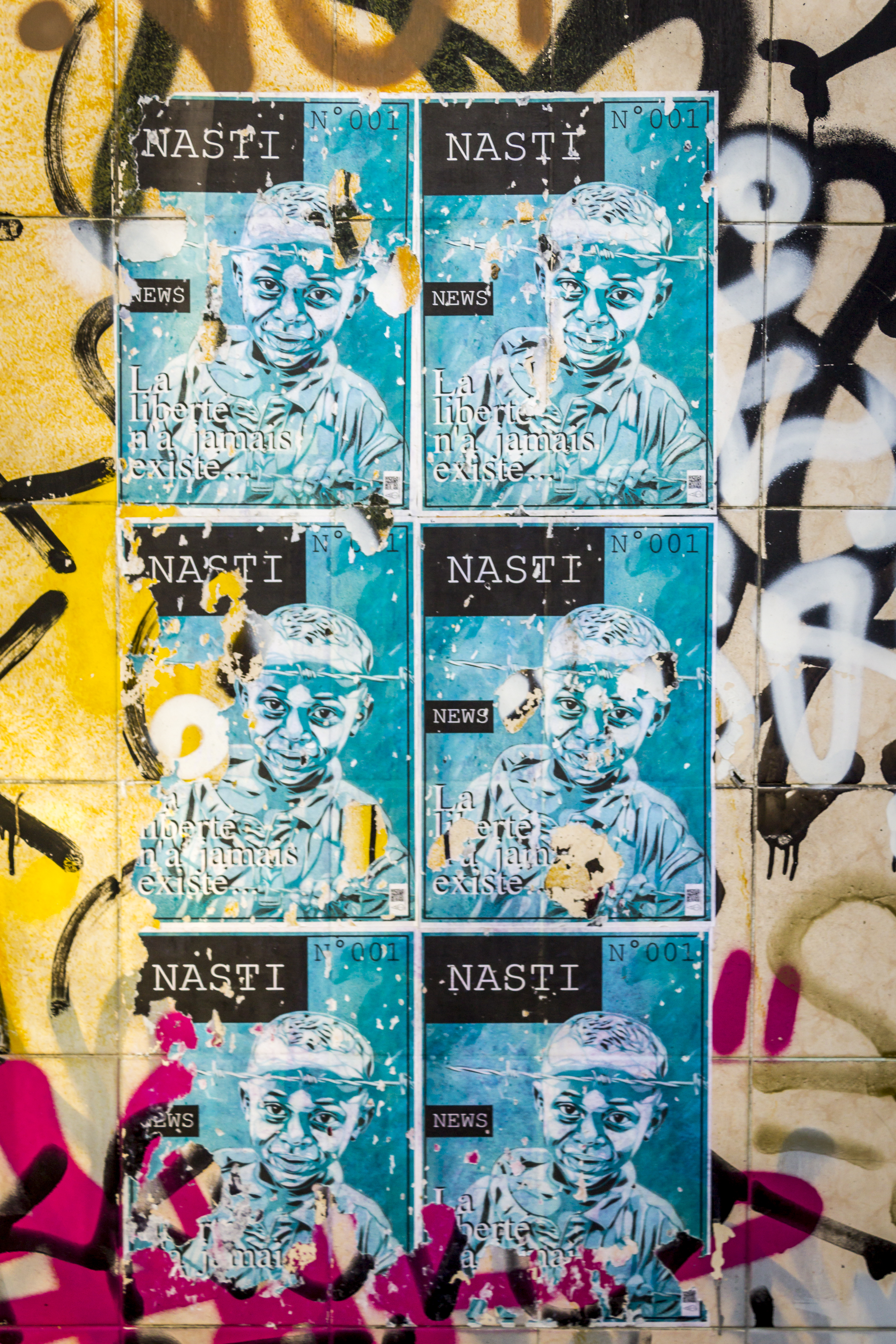
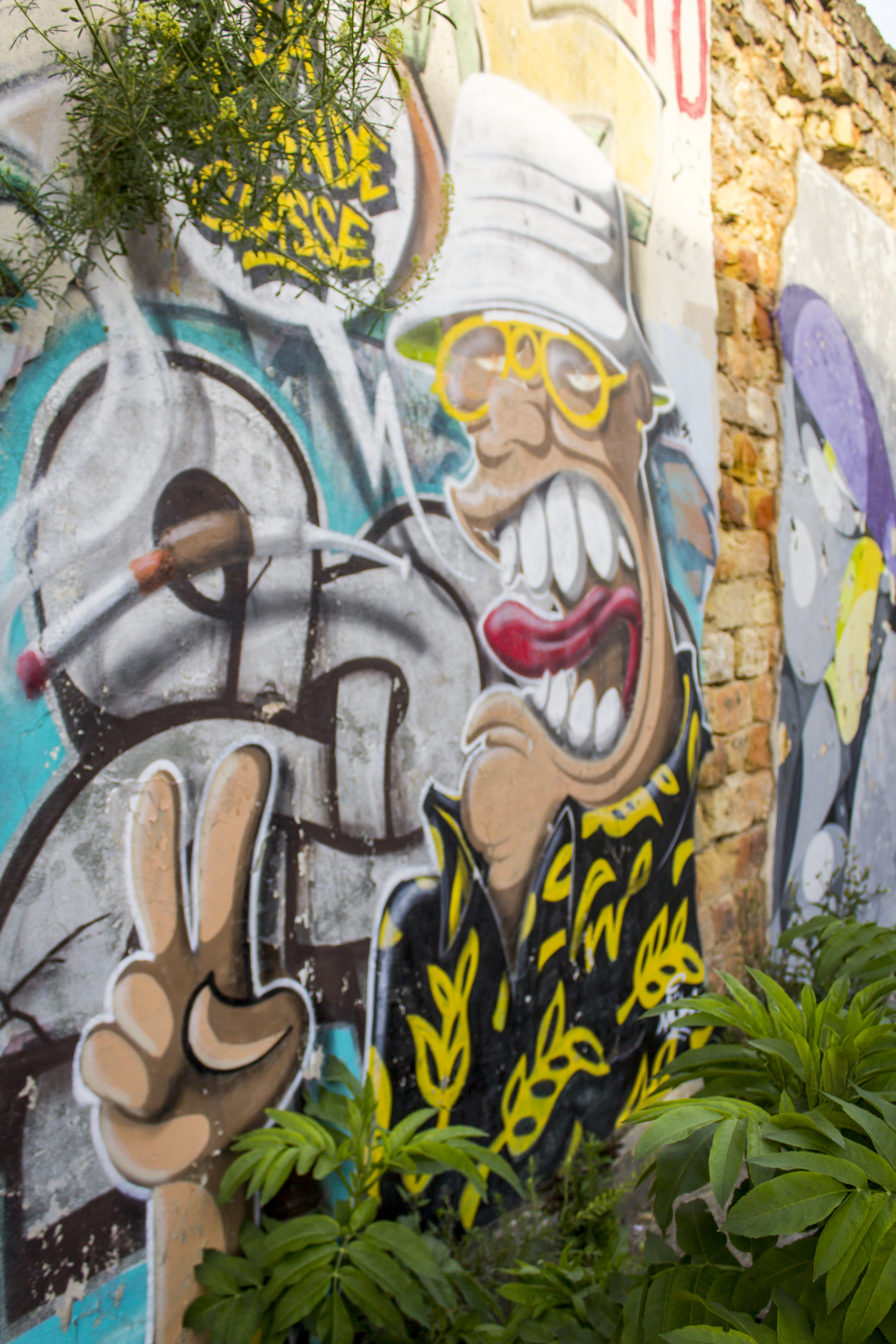
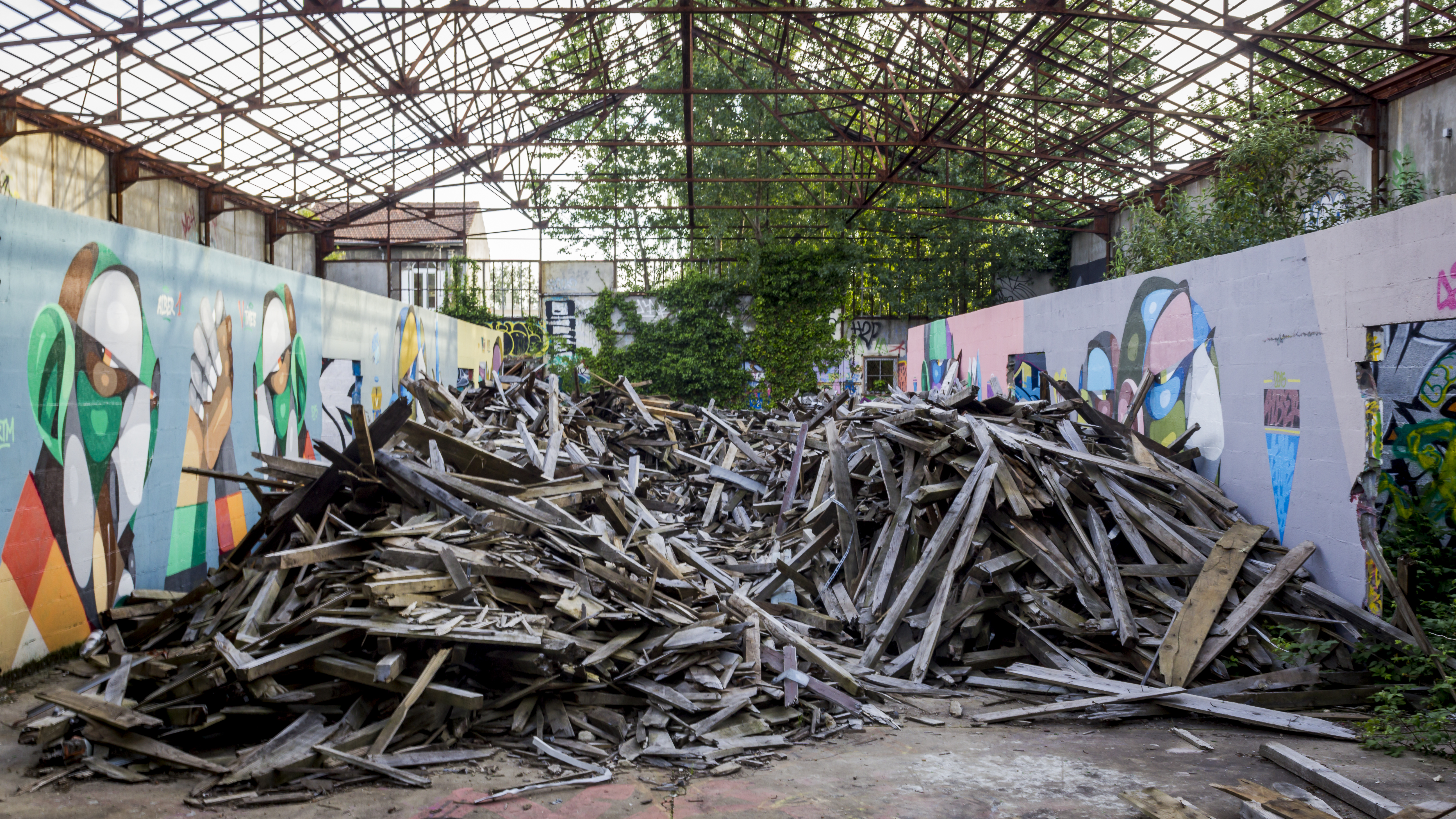
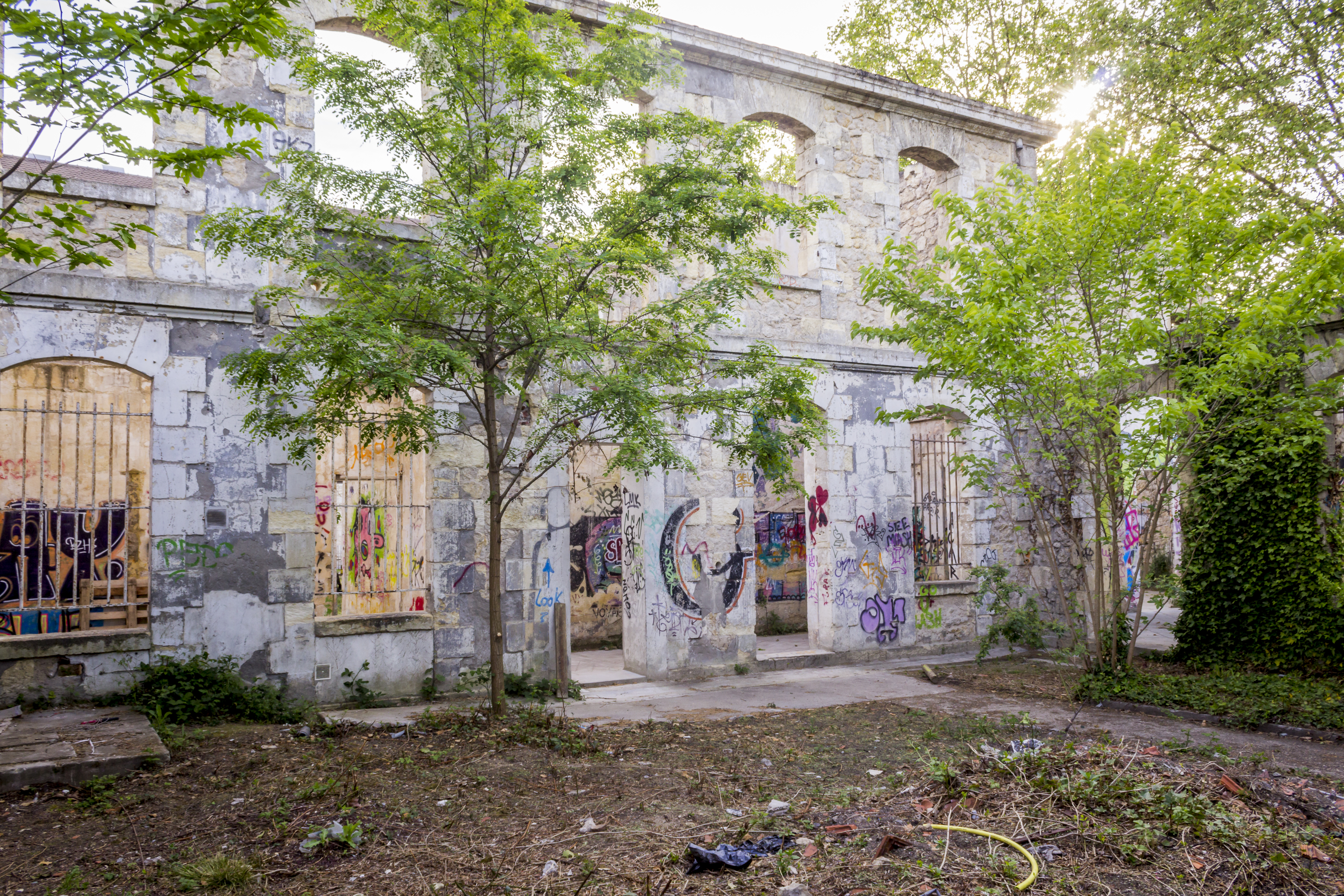
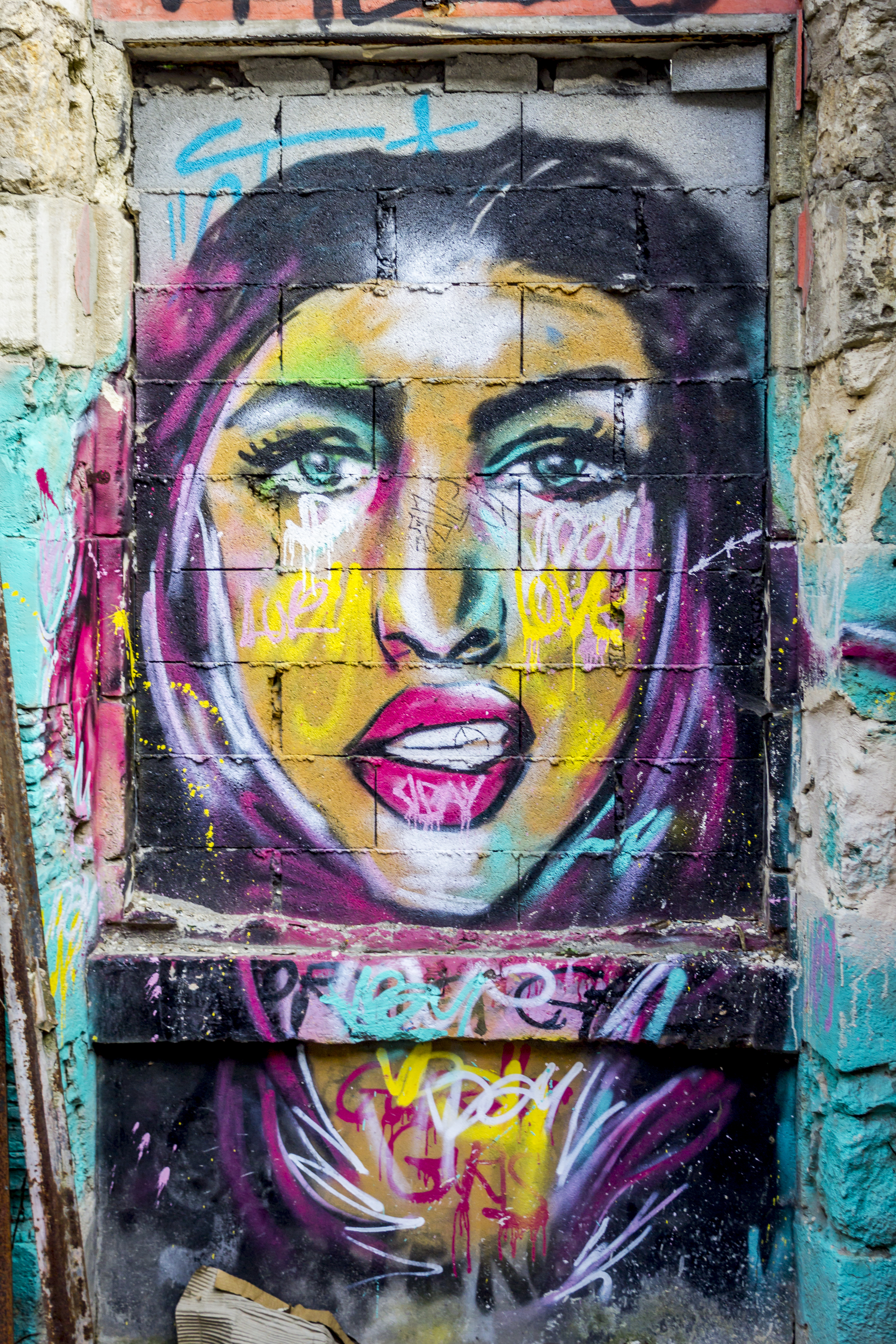
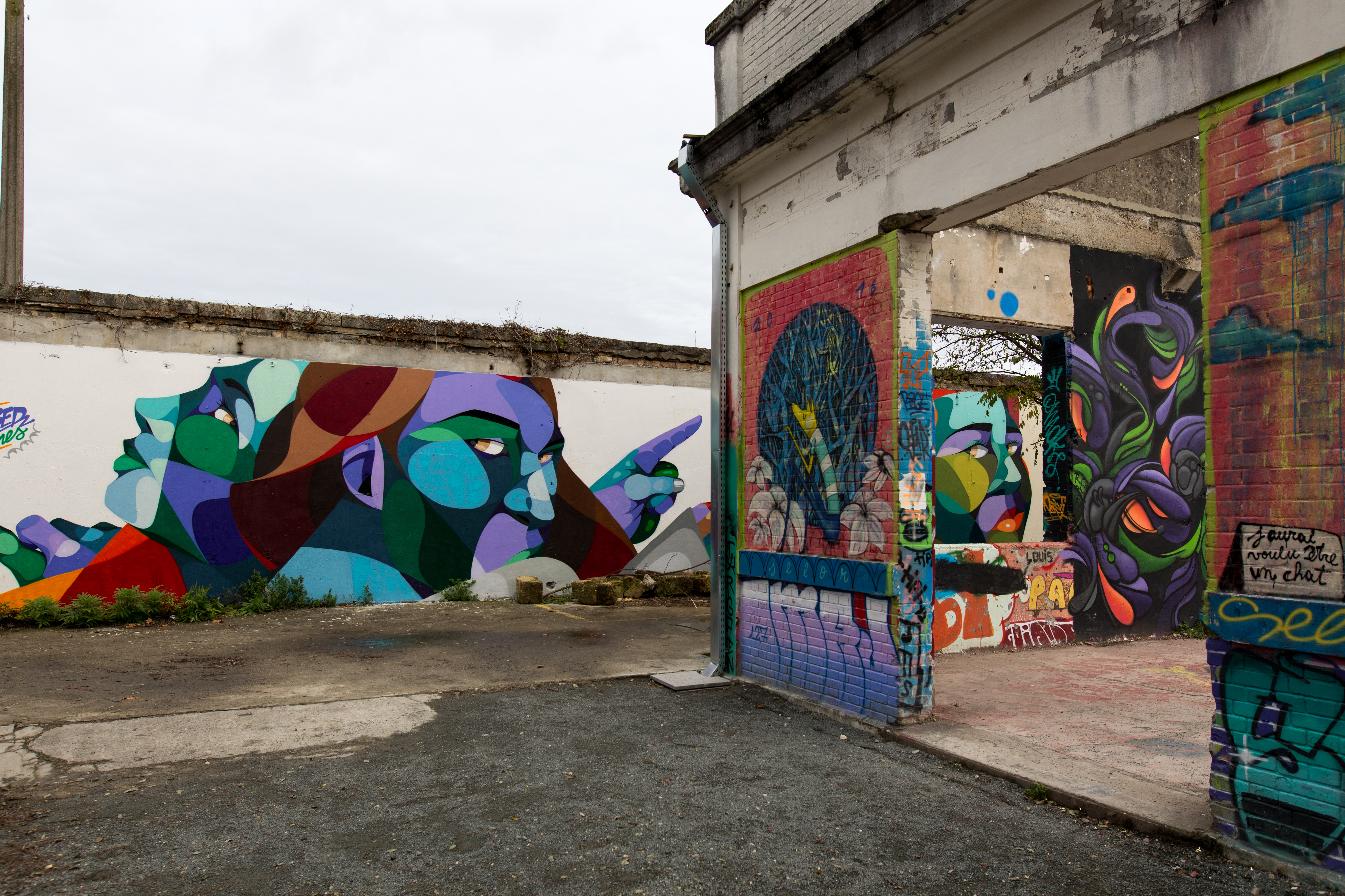
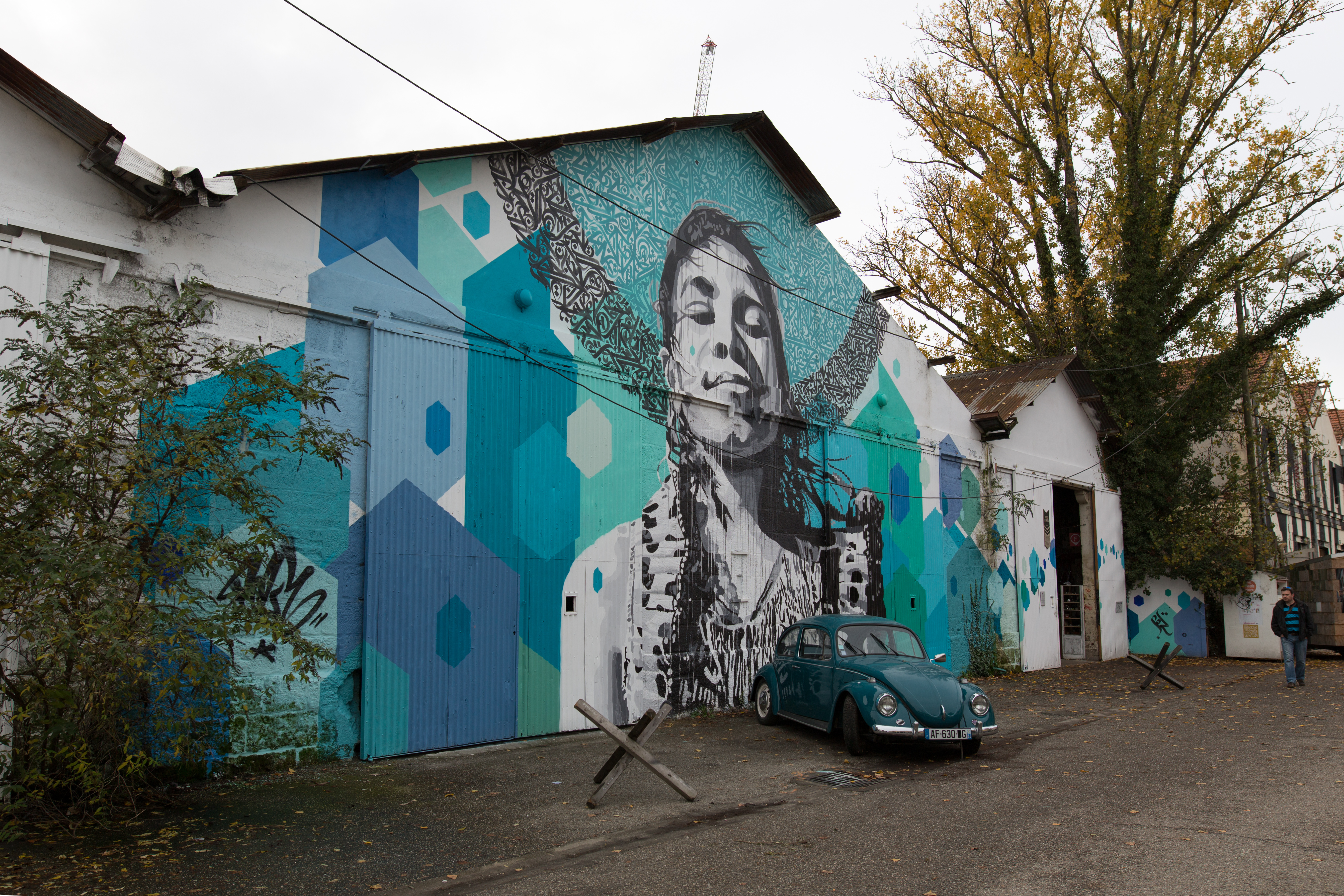